# Liste der Baudenkmäler in Venwegen
Die Liste der Baudenkmäler in Venwegen enthält die denkmalgeschützten Bauwerke auf dem Gebiet von Stolberg (Rheinland)-Venwegen in Nordrhein-Westfalen. Diese Baudenkmäler sind in der Denkmalliste der Stadt Stolberg (Rheinland) eingetragen; Grundlage für die Aufnahme ist das Denkmalschutzgesetz Nordrhein-Westfalen (DSchG NRW).

| Bild                                                | Bezeichnung                                         | Lage                                      | Beschreibung | Bauzeit | Eingetragen seit | Denkmal- nummer      |
| --------------------------------------------------- | --------------------------------------------------- | ----------------------------------------- | ------------ | ------- | ---------------- | -------------------- |
| Bruchsteinhofanlage, Wohnhaus „Höniger Hof“         | Bruchsteinhofanlage, Wohnhaus „Höniger Hof“         | Venwegen Höniger Weg 8 Karte              |              |         | 26.05.1992       | 638/15/04/8/870      |
| Bestandteil vom „Höniger Hof“                       | Bestandteil vom „Höniger Hof“                       | Venwegen Höniger Weg 10 Karte             |              |         | 11.10.1993       | 647/15/01/10/681     |
| Wohnhaus                                            | Wohnhaus                                            | Venwegen Mulartshütter Str. 5 Karte       |              |         | 14.06.1991       | 614/15/04/5/680      |
| Wegekreuz                                           | Wegekreuz                                           | Venwegen Rainweg (Wegekreuz geg. 1) Karte |              |         | 09.10.1985       | 308/15/02/-/416      |
| Bruchstein-Wohn-Stall-Gehöft, Wohnhaus              | Bruchstein-Wohn-Stall-Gehöft, Wohnhaus              | Venwegen Rainweg 1 Karte                  |              |         | 31.10.1991       | 625/15/02/1/711      |
| Einfriedungsmauer mit eingelassenen Kreuzen         | Einfriedungsmauer mit eingelassenen Kreuzen         | Venwegen Vennstr. (Friedhof teilw.) Karte |              |         | 05.12.1985       | 333/15/03/-/342      |
| Bruchstein-Winkelhofanlage, ohne Anbau, Wohnhaus    | Bruchstein-Winkelhofanlage, ohne Anbau, Wohnhaus    | Venwegen Vennstr. 6 Karte                 |              |         | 23.01.1991       | 607/15/03/6/736      |
| Bruchstein-Winkelhofanlage, Wohnhaus                | Bruchstein-Winkelhofanlage, Wohnhaus                | Venwegen Vennstr. 14 Karte                |              |         | 23.09.1987       | 496/15/03/14/551     |
| Bruchstein Wohn-Stall-Haus, Wohnhaus                | Bruchstein Wohn-Stall-Haus, Wohnhaus                | Venwegen Vennstr. 19 Karte                |              |         | 23.01.1991       | 608/15/03/19/737     |
| Bruchstein-Winkelhofanlage, Wohnhaus                | Bruchstein-Winkelhofanlage, Wohnhaus                | Venwegen Vennstr. 20 Karte                |              |         | 17.12.1984       | 191/15/03/20/336     |
| Bruchsteinwinkelhofanlage, Wohnhaus                 | Bruchsteinwinkelhofanlage, Wohnhaus                 | Venwegen Vennstr. 22 Karte                |              |         | 30.11.1984       | 192/15/03/22/314     |
| Bruchstein Wohn-Stall-Haus, Wohnhaus                | Bruchstein Wohn-Stall-Haus, Wohnhaus                | Venwegen Vennstr. 24 Karte                |              |         | 05.01.1984       | 77/15/03/24/194      |
| Wohnhaus                                            | Wohnhaus                                            | Venwegen Vennstr. 27 Karte                |              |         | 23.01.1991       | 606/15/03/27/339     |
| Bruchstein Wohn-Stall-Haus, Wohnhaus                | Bruchstein Wohn-Stall-Haus, Wohnhaus                | Venwegen Vennstr. 28 Karte                |              |         | 21.03.1991       | 609/15/03/28/738     |
| Bruchstein Winkelhofanlage, Wohnhaus                | Bruchstein Winkelhofanlage, Wohnhaus                | Venwegen Vennstr. 35 Karte                |              |         | 12.07.1989       | 569/15/03/35/739     |
| Bruchstein Wohn-Stall-Haus, Wohnhaus, ohne Anbau    | Bruchstein Wohn-Stall-Haus, Wohnhaus, ohne Anbau    | Venwegen Vennstr. 37 Karte                |              |         | 21.03.1991       | 610/15/03/37/740     |
| Bruchstein Wohn-Stall-Haus, Wohnhaus                | Bruchstein Wohn-Stall-Haus, Wohnhaus                | Venwegen Vennstr. 39 Karte                |              |         | 21.03.1991       | 611/15/03/39/741     |
| Wohn-Stall-Haus, Wohnhaus                           | Wohn-Stall-Haus, Wohnhaus                           | Venwegen Vennstr. 45 Karte                |              |         | 21.03.1991       | 613/15/03/45/852     |
| Bruchstein Wohn-Stall-Gehöft, Wohnhaus              | Bruchstein Wohn-Stall-Gehöft, Wohnhaus              | Venwegen Vennstr. 51–53 Karte             |              |         | 15.02.1985       | 244/15/03/51-53/58   |
| Bruchstein Winkelhofanlage, Wohnhaus                | Bruchstein Winkelhofanlage, Wohnhaus                | Venwegen Vennstr. 54 Karte                |              |         | 21.03.1991       | 612/15/03/54/742     |
| Wohn-Scheunen-Gehöft, Wohnhaus                      | Wohn-Scheunen-Gehöft, Wohnhaus                      | Venwegen Vennstr. 56 Karte                |              |         | 31.10.1991       | 619/15/03/56/743     |
| Bruchstein-Gehöft, Wohnhaus                         | Bruchstein-Gehöft, Wohnhaus                         | Venwegen Vennstr. 59 Karte                |              |         | 26.05.1992       | 636/15/03/59/744     |
| Wohnhaus                                            | Wohnhaus                                            | Venwegen Vennstr. 60 Karte                |              |         | 31.10.1991       | 620/15/03/60/745     |
| Wohnhaus                                            | Wohnhaus                                            | Venwegen Vennstr. 61 Karte                |              |         | 30.09.1987       | 499/15/03/61/573     |
| Gastwirtschaft                                      | Gastwirtschaft                                      | Venwegen Vennstr. 65 Karte                |              |         | 04.03.1985       | 250/15/03/65/34      |
| Bruchstein Wohn-Stall-Gehöft, Wohnhaus              | Bruchstein Wohn-Stall-Gehöft, Wohnhaus              | Venwegen Vennstr. 67 Karte                |              |         | 12.07.1989       | 573/15/03/67/746     |
| Bruchstein Winkelhofanlage, Wohnhaus                | Bruchstein Winkelhofanlage, Wohnhaus                | Venwegen Vennstr. 72 Karte                |              |         | 14.10.1988       | 542/15/03/72/634     |
| Bruchstein Winkelhofanlage, Wohn- und Geschäftshaus | Bruchstein Winkelhofanlage, Wohn- und Geschäftshaus | Venwegen Vennstr. 78 Karte                |              |         | 19.09.1989       | 577/15/03/78/748     |
| Wohnhaus                                            | Wohnhaus                                            | Venwegen Vennstr. 81 Karte                |              |         | 06.07.1983       | 35/15/03/81/67       |
| Wohnhaus                                            | Wohnhaus                                            | Venwegen Vennstr. 83 Karte                |              |         | 23.09.1987       | 490/15/03/83/575     |
| Wohnhaus                                            | Wohnhaus                                            | Venwegen Vennstr. 85 Karte                |              |         | 16.09.1985       | 285/15/03/85/371     |
| katholische Pfarrkirche St. Brigida                 | katholische Pfarrkirche St. Brigida                 | Venwegen Vennstr. 89 (Kirche) Karte       |              | 1784    | 30.05.1984       | 145/15/03/-/301      |
| Pfarrhaus, Wohnhaus                                 | Pfarrhaus, Wohnhaus                                 | Venwegen Vennstr. 91 (Pfarrhaus) Karte    |              |         | 20.02.1985       | 248/15/03/91/68      |
| Bruchstein Winkelhofanlage                          | Bruchstein Winkelhofanlage                          | Venwegen Vennstr. 93 Karte                |              |         | 31.10.1991       | 621/15/03/93/752     |
| Bruchstein Wohn-Stall-Haus                          | Bruchstein Wohn-Stall-Haus                          | Venwegen Vennstr. 96 Karte                |              |         | 20.03.1990       | 585/15/03/96/753     |
| Bruchstein Wohn-Stall-Haus                          | Bruchstein Wohn-Stall-Haus                          | Venwegen Vennstr. 97 Karte                |              |         | 15.02.1985       | 242/15/03/97/45      |
| Wohn- und Geschäftshaus                             | Wohn- und Geschäftshaus                             | Venwegen Vennstr. 99-101 Karte            |              |         | 09.02.1984       | 120/15/03/99-101/223 |
| Bruchstein Winkelhofanlage, Wohnhaus                | Bruchstein Winkelhofanlage, Wohnhaus                | Venwegen Vennstr. 100 Karte               |              |         | 31.10.1991       | 622/15/03/100/754    |
| Wohnhaus                                            | Wohnhaus                                            | Venwegen Vennstr. 103 Karte               |              |         | 31.10.1991       | 623/15/03/103/755    |
| Bruchstein Winkelhofanlage, Wohnhaus                | Bruchstein Winkelhofanlage, Wohnhaus                | Venwegen Vennstr. 111 Karte               |              |         | 31.10.1991       | 624/15/03/111/756    |
| Bruchstein Wohn-Stall-Haus, Wohnhaus                | Bruchstein Wohn-Stall-Haus, Wohnhaus                | Venwegen Vennstr. 112 Karte               |              |         | 15.10.1991       | 618/15/03/112/851    |
| Winkelhofanlage, Wohnhaus                           | Winkelhofanlage, Wohnhaus                           | Venwegen Vennstr. 126 Karte               |              |         | 03.06.1993       | 642/15/03/126/757    |
| Bruchstein Wohn-Stall-Haus, Wohnhaus                | Bruchstein Wohn-Stall-Haus, Wohnhaus                | Venwegen Vennstr. 129 Karte               |              |         | 06.05.1987       | 458/15/03/129/552    |
| Bruchstein Wohn-Stall-Haus, Wohnhaus                | Bruchstein Wohn-Stall-Haus, Wohnhaus                | Venwegen Vennstr. 133 Karte               |              |         | 03.06.1993       | 643/15/03/133/758    |
| Wohnhaus                                            | Wohnhaus                                            | Venwegen Vennstr. 135 Karte               |              |         | 24.02.1984       | 136/15/03/135/181    |
| Bruchstein Wohn-Stall-Gehöft, Wohnhaus              | Bruchstein Wohn-Stall-Gehöft, Wohnhaus              | Venwegen Vennstr. 140 Karte               |              |         | 23.09.1987       | 495/15/03/140/534    |
| Wohnhaus                                            | Wohnhaus                                            | Venwegen Vennstr. 145 Karte               |              |         | 19.12.1991       | 630/15/03/145/759    |
| Bruchstein Wohn-Stall-Gebäude, Wohnhaus             | Bruchstein Wohn-Stall-Gebäude, Wohnhaus             | Venwegen Vennstr. 147 Karte               |              |         | 19.12.1991       | 631/15/03/147/760    |
| Bruchstein Winkelhofanlage, Wohnhaus                | Bruchstein Winkelhofanlage, Wohnhaus                | Venwegen Vennstr. 152 Karte               |              |         | 03.06.1993       | 644/15/03/152/762    |
| Bruchstein- und Backstein-Winkelhofanlage, Wohnhaus | Bruchstein- und Backstein-Winkelhofanlage, Wohnhaus | Venwegen Vennstr. 154 Karte               |              |         | 03.06.1993       | 645/15/03/154/763    |
| Bruchstein Winkelhofanlage                          | Bruchstein Winkelhofanlage                          | Venwegen Vennstr. 159 Karte               |              |         | 26.05.1992       | 637/15/03/159/764    |